# Clinton Hart Merriam
Clinton Hart Merriam (5. prosince 1855 New York – 19. března 1942 Berkeley) byl americký zoolog.
Od dětství se zajímal o život v přírodě a pořídil rozsáhlou sbírku, k systematické vědecké práci ho přivedl Spencer Fullerton Baird. V roce 1872 se šestnáctiletý Merriam zúčastnil výpravy Ferdinanda Vandeveera Haydena do Skalnatých hor. Vystudoval přírodní vědy na Yaleově univerzitě u Daniela Cadyho Eatona a pak získal titul doktora medicíny na Kolumbijské univerzitě. Do roku 1885 pracoval jako vesnický lékař v Lewis County.
V roce 1878 Merriam spoluzaložil Linnaean Society of New York, v roce 1883 American Ornithological Society a v roce 1888 National Geographic Society. V roce 1881 publikoval vědeckou práci Preliminary List of the Birds of the Adirondacks a v roce 1884 popsal svůj první taxon, kterým byl rejsek Bendireův. Spřátelil se s Theodorem Rooseveltem a v roce 1885 dostal místo jako ředitel nově vytvořeného zoologického oddělení na ministerstvu zemědělství Spojených států amerických (pozdější United States Fish and Wildlife Service), kde působil do roku 1910. Věnoval se zeměpisné klasifikaci biomů v USA. Podílel se na přípravě vědecké expedice na Aljašku, kterou inicioval Edward Henry Harriman. Pracoval také pro Smithsonův institut. V pozdějím období života se věnoval etnografickému výzkumu vymírajících indiánských kmenů, shromáždil bohaté materiály o původních obyvatelích Kalifornie, které vlastní antropolgické oddělení univerzity v Berkeley.
C. Hart Merriam je řazen k průkopníkům mammalogie jako samostatného oboru, věnoval se především taxonomii. Jeho jméno nese psoun Merriamův, tarbíkomyš Merriamova a wapiti arizonský (Cervus canadensis merriami). Mezi druhy, které jako první vědecky popsal, jsou králík západoamerický, zajíc tundrový, lumík Richardsonův, čipmank Palmerův, psoun běloocasý, pytlouš skalní, sysel Beldingův, mazama jukatánský, skunk západní a lachtan guadalupský. V roce 1896 označil medvěda kodiaka za samostatný druh a dal mu vědecké jméno podle Alexandera von Middendorffa, avšak moderní zoologové považují kodiaka za poddruh medvěda hnědého.
Za svůj život publikoval přes pět set vědeckých prací. V roce 1902 byl přijat do American Philosophical Society a v roce 1925 byl zvolen prezidentem American Society of Naturalists. Je po něm pojmenována hora Mount Merriam v Pohoří svatého Eliáše.
Byl synem kongresmana Clintona Leviho Merriama a bratrem ornitoložky Florence Merriam Baileyové. Jeho vnuk Lee Merriam Talbot byl v letech 1980 až 1982 generálním ředitelem Mezinárodního svazu ochrany přírody.